# Volontarie Don Boscos
Das 1917 gegründete Säkularinstitut der Volontarie Don Boscos (Ordenskürzel VDB; ital. Volontarie di Don Bosco) geht zurück auf Giovanni „Don“ Bosco (1815–1888).
Die 1308 Mitglieder der Volontarie Don Boscos (Stand 2002) sind Frauen, die mitten in der Welt ein Leben im Geist Don Boscos in Gehorsam, Armut und Ehelosigkeit führen. Sie sind auf allen fünf Kontinenten tätig und gehören zur Don-Bosco-Familie.

## Geschichte
Von 1907 bis 1917 war Don Rinaldi Direktor des Oratoriums der Don-Bosco-Schwestern in Valdocco. Er bemühte sich besonders um die geistliche und menschliche Formation der Mädchen, die regelmäßig das Oratorium besuchten. Drei von ihnen, nämlich Luigina Carpanera, Maria Verzotti und Francesca Riccardi drückten den Wunsch aus, ihr ganzes Leben Gott zu widmen, aber „in der Welt“ zu bleiben. Am 20. Mai 1917 schlug Don Rinaldi vor, dass sie sich für diesen Zweck zusammenschließen sollten. Daraus entstanden die Volontarie Don Boscos, die schließlich als Säkularinstitut päpstlichen Rechtes am 5. August 1978 von Papst Paul VI. anerkannt wurden.